# Jean Brankart
Jean Brankart (ur. 12 lipca 1930 w Momalle, zm. 23 lipca 2020 w Liège) – belgijski kolarz torowy i szosowy, brązowy medalista torowych mistrzostw świata.

## Kariera
Największy sukces w karierze Jean Brankart osiągnął w 1959 roku, kiedy zdobył brązowy medal w indywidualnym wyścigu na dochodzenie zawodowców podczas torowych mistrzostw świata w Liège. W zawodach tych wyprzedzili go jedynie dwaj Francuzi: Roger Rivière i Albert Bouvet. Był to jedyny medal wywalczony przez Brankarta na międzynarodowej imprezie tej rangi. Wielokrotnie zdobywał medale torowych mistrzostw kraju, w tym trzy złote. Startował również w  wyścigach szosowych, wygrywając między innymi belgijski Omloop van Midden-Brabant w 1955 roku oraz francuski Grand Prix du Midi libre w 1959 roku. Nigdy nie wystąpił na igrzyskach olimpijskich.